# Paweł Wojciechowski (Ökonom)

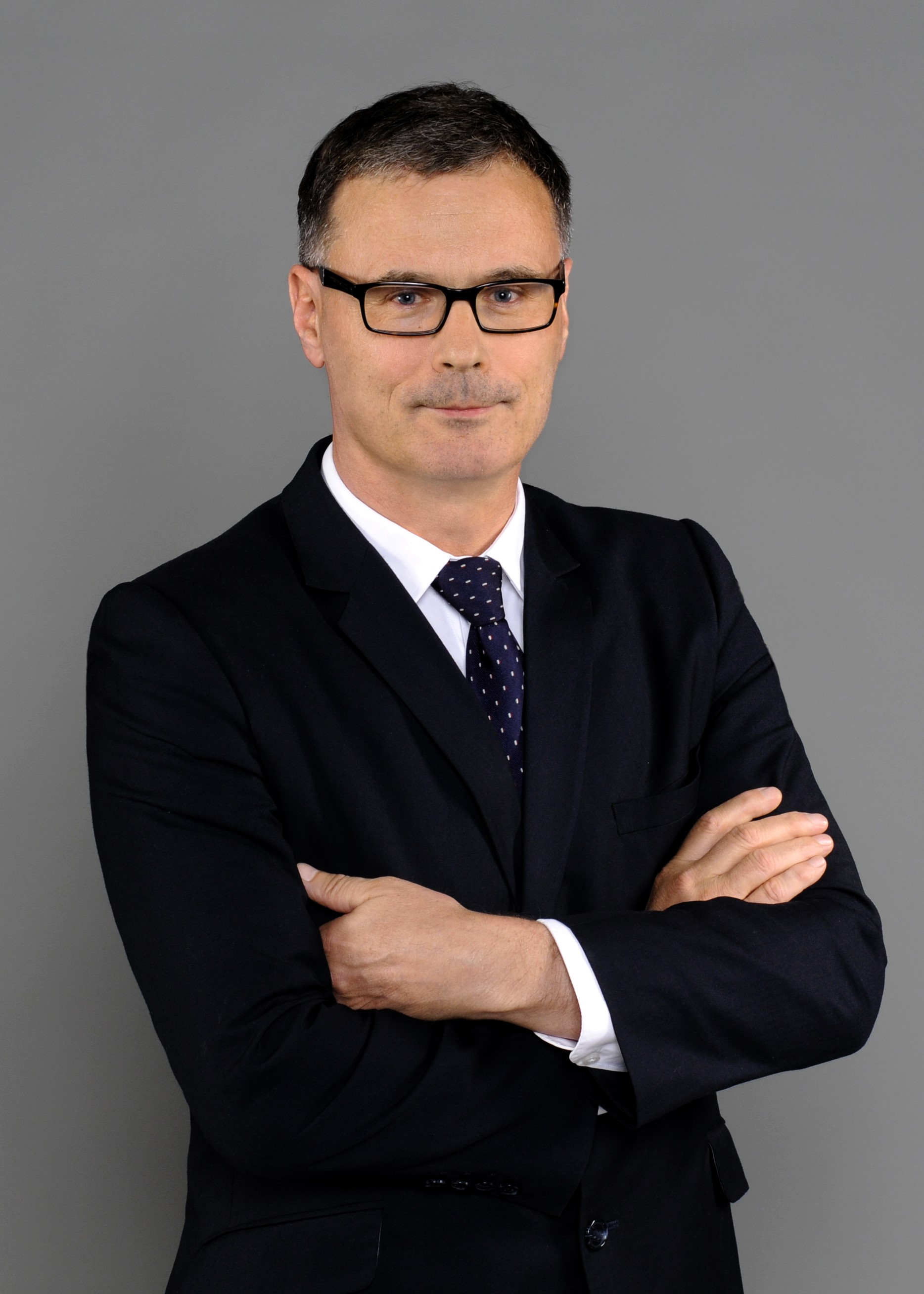
Paweł Wojciechowski, 2018

Paweł Wojciechowski (* 3. Januar 1960) ist ein polnischer Wirtschaftsfunktionär und Politiker. 2006 war er für einige Wochen Finanzminister des Landes.

## Leben
Wojciechowski studierte internationalen Handel an der Handelshochschule Warschau in Warschau, die er 1983 abschloss. Anschließend studierte er mit einem Stipendium an der John Carroll University, die er 1986 mit dem Bachelor of Arts in Economics abschloss. Anschließend war er von Juni 1987 bis Februar 1988 als Berater für Davies Can in Solon (Ohio). 1988 beendete er sein parallel absolviertes Studium an der Case Western Reserve University mit einem Bachelor. Anschließend war er Analyst am Center for Regional Economic Issues in Cleveland, wo er makroökonomische Zusammenhänge betrachtete. 1994 erhielt er von der Polnischen Akademie der Wissenschaften den Doktorgrad verliehen. Zwischen 1994 und 1996 war er Berater des Ministeriums für Privatisierung (Ministerstwo Przekształceń Własnościowych) in Polen.
Im Juli 1999 wurde er Geschäftsführer der PTE Allianz Polska, einer Tochter der Allianz AG. Das Unternehmen wurde während seiner Zeit als Geschäftsführer wegen mangelnder Profitabilität kritisiert. Seine Tätigkeit bei der Allianz beendete er im Januar 2005. Im März 2006 wurde er Berater von Kazimierz Marcinkiewicz und kehrte damit wieder in die Politik zurück. Am 24. Juni 2006 wurde er als Nachfolger von Zyta Gilowska Finanzminister. Er blieb bis zum 14. Juli 2006 im Amt.
| Personendaten    | Personendaten                               |
| ---------------- | ------------------------------------------- |
| NAME             | Wojciechowski, Paweł                        |
| KURZBESCHREIBUNG | polnischer Politiker, Finanzminister Polens |
| GEBURTSDATUM     | 3. Januar 1960                              |